# Муизз ад-дин Кай-Кубад

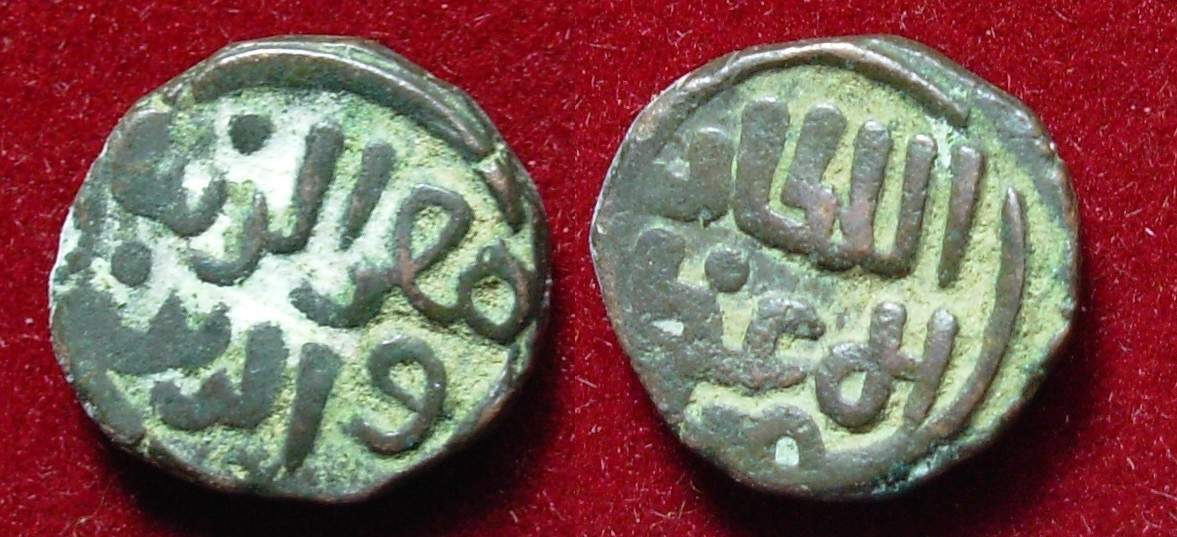
Монеты султана Кай-Кубада

Муизз ад-дин Кай-Кубад (1270—1290) — султан Дели из мамлюкской династии Балбани в 1287—1290 годах.

## Биография
Кай-Кубад был сыном Махмуда Бугра-хана, второго сына султана Гийас ад-дина Балбана. Его отец был наместником (маликом) Бенгалии. После гибели своего старшего сына Мухаммада, султан Гийас ад-дин Балбан вызвал внука в Дели. Однако выбор относительно наследования первоначально пал на другого его внука Кай-Хосрова, сына погибшего Мухаммада. Несмотря на это, после смерти Балбана в 1287 году эмир Фахр ад-дин добился трона именно для Кай-Кубада.
Своим ближайшим советником новый султан назначил Низам ад-дина и Фахр ад-дина. Группа «Союза Сорока» из самых влиятельных ханов и эмиров восстановила свои позиции. В это время против него восстал отец Бугра-хан. До битвы дело не дошло — отец и сын смогли помириться. По возвращении в Дели Кай-Кубад фактически отошёл от дел, интересовался лишь пирами и женщинами. В 1290 году был отравлен Низам ад-дин, а на его место был назначен Джалал ад-дин Фируз Хилджи. Вскоре от неумеренного образа жизни у султана случился инсульт, и Фируз Хилджи отстранил его от власти, передав формально трон сыну Кай-Кубада Кайумарсу, а потом приказал казнить обоих.